# Epigynum cochinchinensis
Epigynum cochinchinensis är en oleanderväxtart som först beskrevs av Jean Baptiste Louis Pierre, och fick sitt nu gällande namn av D.J. Middleton. Epigynum cochinchinensis ingår i släktet Epigynum och familjen oleanderväxter. Inga underarter finns listade i Catalogue of Life.